# كيني لونت
كيني لونت (بالإنجليزية: Kenny Lunt)‏ (20 نوفمبر 1979 في المملكة المتحدة - ) هو لاعب كرة قدم بريطاني في مركز الوسط. لعب مع شيفيلد وينزداي ونادي بالا تاون ونادي هيرفورد ونادي كرو ألكساندرا.

## وصلات خارجية
- كيني لونت على موقع قاعدة بيانات كرة القدم.إي يو (الإنجليزية)
- كيني لونت على موقع Soccerbase.com (لاعب) (الإنجليزية)